# Campeonato Gaúcho de Futebol Sub-15
O  Campeonato Gaúcho Sub-15 é uma competição futebolística brasileira de categoria de base organizada pela Federação Gaúcha de Futebol (FGF). Ela corresponde a categoria sub-15 do campeonato estadual do Rio Grande do Sul.

## Campeões

### Títulos por clube
| Pos  | Clube          | Título | Vice | Semifinais |
| ---- | -------------- | ------ | ---- | ---------- |
| 1.º  | Internacional  | 11     | 7    | 3          |
| 2.º  | Grêmio         | 10     | 9    | —          |
| 3.º  | Juventude      | 2      | 3    | 5          |
| 4.º  | São José-RS    | 1      | 1    | 7          |
| 5.º  | Ivoti          | 1      | —    | 1          |
| 6.º  | Estância Velha | 1      | —    | —          |
| 7.º  | Novo Hamburgo  | —      | 1    | 2          |
| 8.º  | Lajeado        | —      | 1    | —          |
| 9.º  | Progresso      | —      | —    | 2          |
| 10.º | Esportivo      | —      | —    | 1          |
| 10.º | Fragata        | —      | —    | 1          |
| 10.º | Farroupilha    | —      | —    | 1          |
| 10.º | Guarani-VA     | —      | —    | 1          |
| 10.º | Juventus       | —      | —    | 1          |
| 10.º | Porto Alegre   | —      | —    | 1          |
| 10.º | Santa Rosa     | —      | —    | 1          |
| 10.º | Sulbrasil      | —      | —    | 1          |

### Títulos por cidades
| Pos | Cidade          | Título | Vice | Semifinais |
| --- | --------------- | ------ | ---- | ---------- |
| 1.º | Porto Alegre    | 22     | 17   | 12         |
| 2.º | Caxias do Sul   | 2      | 3    | 5          |
| 3.º | Ivoti           | 1      | —    | 1          |
| 4.º | Canoas          | 1      | —    | —          |
| 5.º | Novo Hamburgo   | —      | 1    | 2          |
| 6.º | Lajeado         | —      | 1    | —          |
| 7.º | Pelotas         | —      | —    | 4          |
| 8.º | Bento Gonçalves | —      | —    | 1          |
| 8.º | Santa Rosa      | —      | —    | 1          |
| 8.º | Teutônia        | —      | —    | 1          |
| 8.º | Venâncio Aires  | —      | —    | 1          |

## Ligações Externas
- Website oficial da Federação Gaúcha de Futebol.